# Haune
La Haune est une rivière allemande d'une longueur de 66,5 km qui coule dans le land de la Hesse. Elle est un affluent de la Fulda et donc un sous-affluent de la Weser.

## Traduction
- (de) Cet article est partiellement ou en totalité issu de l’article de Wikipédia en allemand intitulé « Haune » (voir la liste des auteurs).